# Черкасское (Новомосковский район)
Черка́сское (укр. Черкаське) — посёлок Самаровского района Днепропетровской области Украины. Административный центр Черкасской поселковой общины, в который также входит посёлок Заречное.
Бывший военный городок 22-й гвардейской танковой Черкасской Краснознамённой ордена Богдана Хмельницкого дивизии 6-й гвардейской танковой армии ВС СССР Киевского ВО.

## Географическое положение
Посёлок городского типа Черкасское находится на левом берегу реки Самара, выше по течению на расстоянии в 5,5 км расположен пгт Гвардейское, ниже по течению на расстоянии в 3 км расположено село Орловщина, на противоположном берегу — село Хащевое. К посёлку примыкает лесной массив (сосна).

## История
Был основан в 1949 году как небольшой военный городок с первоначальном названием Новое, но его не было ни на картах района, ни на картах области. В основном население составляли военнослужащие учебного батальона. Изначально люди жили в землянках.
Осенью 1957 года туда прибыли части 22-й гвардейской Краснознамённой ордена Богдана Хмельницкого танковой дивизии, которая во время Великой Отечественной войны освобождала город Черкассы, и получившая наименование Черкасской (ранее 7-я гвардейская воздушно-десантная и 115-я гвардейская стрелковая дивизия). Посёлок тоже получил название Черкасское, население составляло 4,5 тыс. человек. Тогда же началась стройка одноэтажных жилых домов и казарм для военнослужащих. В 1958 году была построена школа с восьмилетним сроком обучения, которая была расположена в районе одноэтажек. Тогда же было построено общежитие.
В 1958 году присвоено статус посёлок городского типа.
В начале 1960-х было построено три двухэтажных дома, а в 1970-х началось строительство пятиэтажек. В 1978 году была открыта новая школа, которая давала ученикам полное среднее образование. Посёлок начал приобретать свой современный вид с 1979 года.
В январе 1989 года численность населения составляла 3195 человек.
В 1990 году 22-я гвардейская танковая дивизия была расформирована, а на её место из ЮГВ прибыла 93-я гвардейская мотострелковая дивизия (сейчас 93-я отдельная механизированная бригада). Количество населения возросло до 7,5 тыс. человек. Началось строительство детского сада, новых жилых домов, школы. В том же 1990 году был создан Черкасский поселковый совет. Поселковым головой в период с мая 1990 года по ноябрь 2010 года был Татоян Владимир Семёнович, который избирался пять созывов (в 1990, 1994, 1998, 2002, 2006 годах).
Было открыто много частных магазинов, мебельный цех, амбулатория, дом офицеров (был открыт до 1982 года), детский сад, школа искусств, парикмахерские, АЗС.
По переписи 2001 года население составляло 4046 человек.
10 октября 2003 года открылась новая школа. К двадцатилетию вывода советских войск из Афганистана в посёлке был открыт музей, памятник воинам-афганцам.
В сентябре 2008 года Черкасское отметил свой 50-летний юбилей, где был представлен флаг посёлка, сделанный А. Н. Кочетовым. Также на празднике впервые зазвучал гимн поселка в исполнении автора слов Т. Е. Мосейчук, музыку написала Е. Ломакина.
По состоянию на 1 января 2013 года численность населения составляла 4239 человек.

## Население
| Численность населения, чел. | Численность населения, чел. | Численность населения, чел. | Численность населения, чел. | Численность населения, чел. | Численность населения, чел. |
| 1957                        | 1989                        | 1999                        | 2007                        | 2025                        |                             |
| --------------------------- | --------------------------- | --------------------------- | --------------------------- | --------------------------- | --------------------------- |
| ≈ 4 500                     | ≈ 3 700                     | ≈ 7 500                     | 4 227                       | ≈ 3 900                     |                             |

## Экономика
- ООО «Дельта-плюс».

## Объекты социальной сферы
- Черкасская пилотная общеобразовательная школа I—III ступеней аккредитации[6]
- Детский сад.
- Амбулатория.
- Военный госпиталь.
- Гарнизонный дом офицеров.
- Филиал Новомосковской районной школы искусств.

## Воинские части
- 93-я отдельная механизированная бригада Сухопутных войск Вооруженных Сил Украины
- Новомосковский учебный центр Южного оперативного командования Сухопутных войск ВС Украины
- 121-й отдельный полк связи Сухопутных Войск ВС Украины[укр.]
- 502 отдельный батальон РЭБ ВС Украины[укр.]